# JR貨物UT18A形コンテナ
UT18A形コンテナ（UT18Aがたコンテナ）は、日本貨物鉄道（JR貨物）輸送用として籍を編入している20 ft形の私有コンテナ（タンクコンテナ）である。

## 概要
本形式の数字部位 「 18 」は、コンテナの容積を元に決定される。このコンテナ容積18 m3の算出は、厳密には端数四捨五入計算の為に、内容積17.5-18.4 m3の間に属するコンテナが対象となる。また形式末尾のアルファベット一桁部位 「 A 」は、コンテナの使用用途（主たる目的）が 「 普通品（非危険品の輸送）」を表す記号として付与されている。

## 番台毎の概要

### 0番台

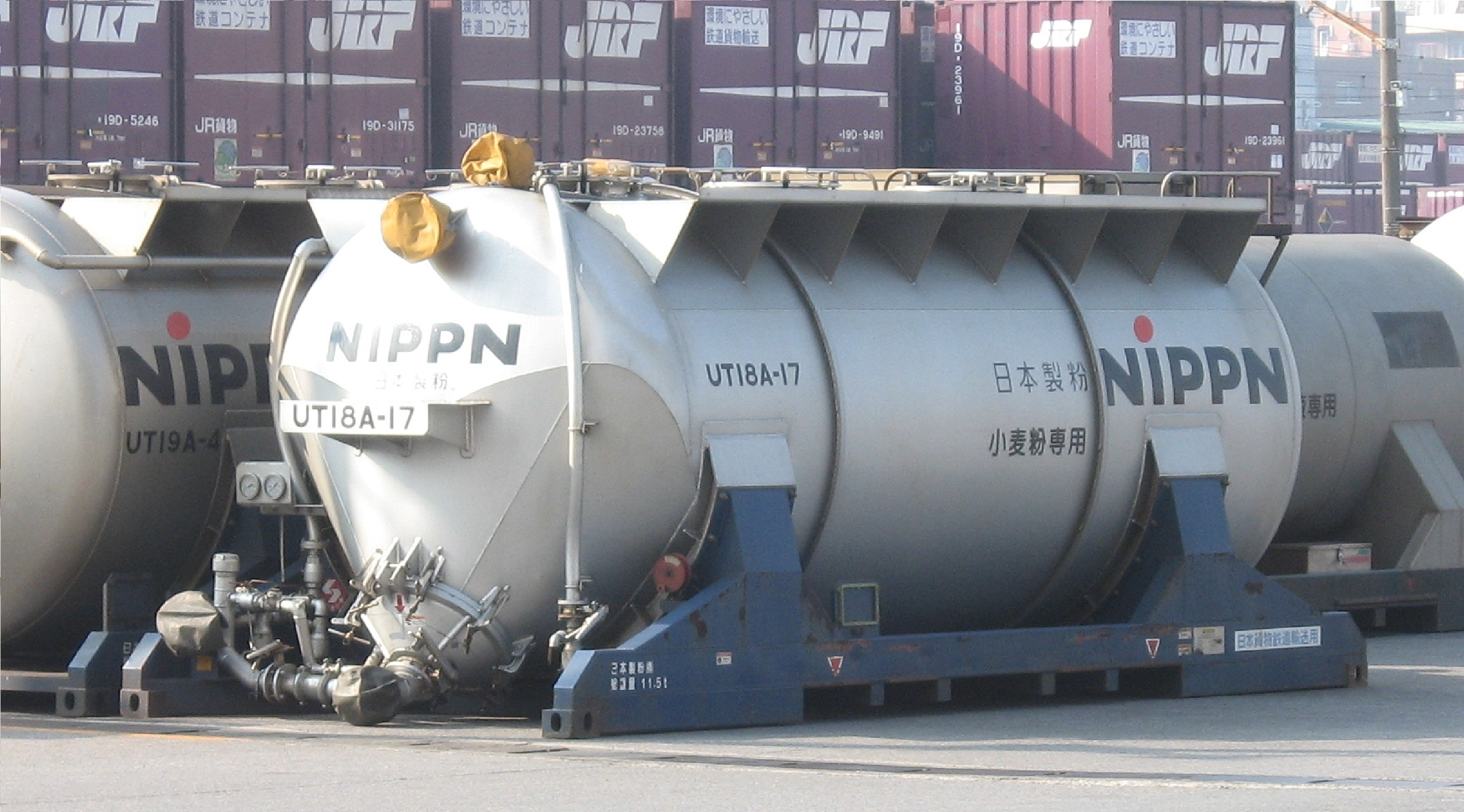
ニップン所有のUT18A-17 。隅田川駅にて、2009年11月18日撮影。

1
日清製粉所有。小麦粉専用、20 ftコンテナ。総重量12.2 t。川崎重工製造。
試作品。コンテナ底面に製品排出用の配管が出っ張っているために、地面への直置きができないので角材などでかさ上げして留置する必要がある。また積載トラックなどの床面にも、配管と干渉しないように骨組み式の床面仕様などの制限があった。
2
日本ロジテム所有、日清製粉使用。小麦粉専用、20 ftコンテナ。総重量12.1 t。川崎重工製造。
前回のUT18A-1で問題となっていた、コンテナ底面部位の配管出っ張りにより直置き留置や、荷台面に空間のある車両以外は積載が出来ないという致命的な欠点を改善した、第二次試作品。排出口を片妻壁側下部へ移設する事により、制限なく地面などに直置きが出来るようになった。
※のちに積載重量を増やし10 t積となったために総重量13.2 tとなり、重量基準の5000番台改番によりUT18A-5003へと改番された。これにより、この0番台割り当ては現在欠番状態となっている。
3 - 14【12個】
日本ロジテム所有、日清製粉使用。小麦粉専用、20 ftコンテナ。総重量12.1 t。川崎重工製造。
※のちに積載重量を増やしたために、UT18A-5004 - 5015へと改番された。これにより、この0番台割り当ては現在欠番状態となっている。
15 - 17【3個】
ニップン所有。小麦粉専用20 ftコンテナ。自重2.3 t、総重量11.5 t。日本車両製造。

### 5000番台
5001 ・ 5002【2個】
日本石油輸送所有、住友化学工業借受。ポリエチレン専用、20 ftコンテナ。総重量13.5 t。
5003
日本ロジテム所有、日清製粉使用。小麦粉専用、20 ftコンテナ。総重量13.2 t。川崎重工製造。
　　↓
日本通運所有、日清製粉使用。ほかは変更無し。
5004 - 5015【12個】
日本ロジテム所有、日清製粉使用。小麦粉専用、20 ftコンテナ。総重量13.4 t。川崎重工製造。
　　↓
日本通運所有、日清製粉使用。ほかは変更無し。
5016 - 5018【3個】
日本ロジテム所有、日清製粉使用。小麦粉専用、20 ftコンテナ。総重量13.2 t。
　　↓
日本通運所有、日清製粉使用。ほかは変更無し。
5019
日本石油輸送所有、住友化学工業借受。ポリエチレン専用、20 ftコンテナ。総重量13.5 t。
5020 ・ 5021【2個】
日東富士製粉所有。小麦粉専用、20 ftコンテナ。総重量13.5 t。極東開発製。
5022 - 5028【7個】
日本通運所有、日清製粉使用。小麦粉専用、20 ftコンテナ。総重量13.5 t。
5029 ・ 5030【2個】
日本通運所有、日清製粉使用。小麦粉専用、20 ftコンテナ。総重量13.5 t。

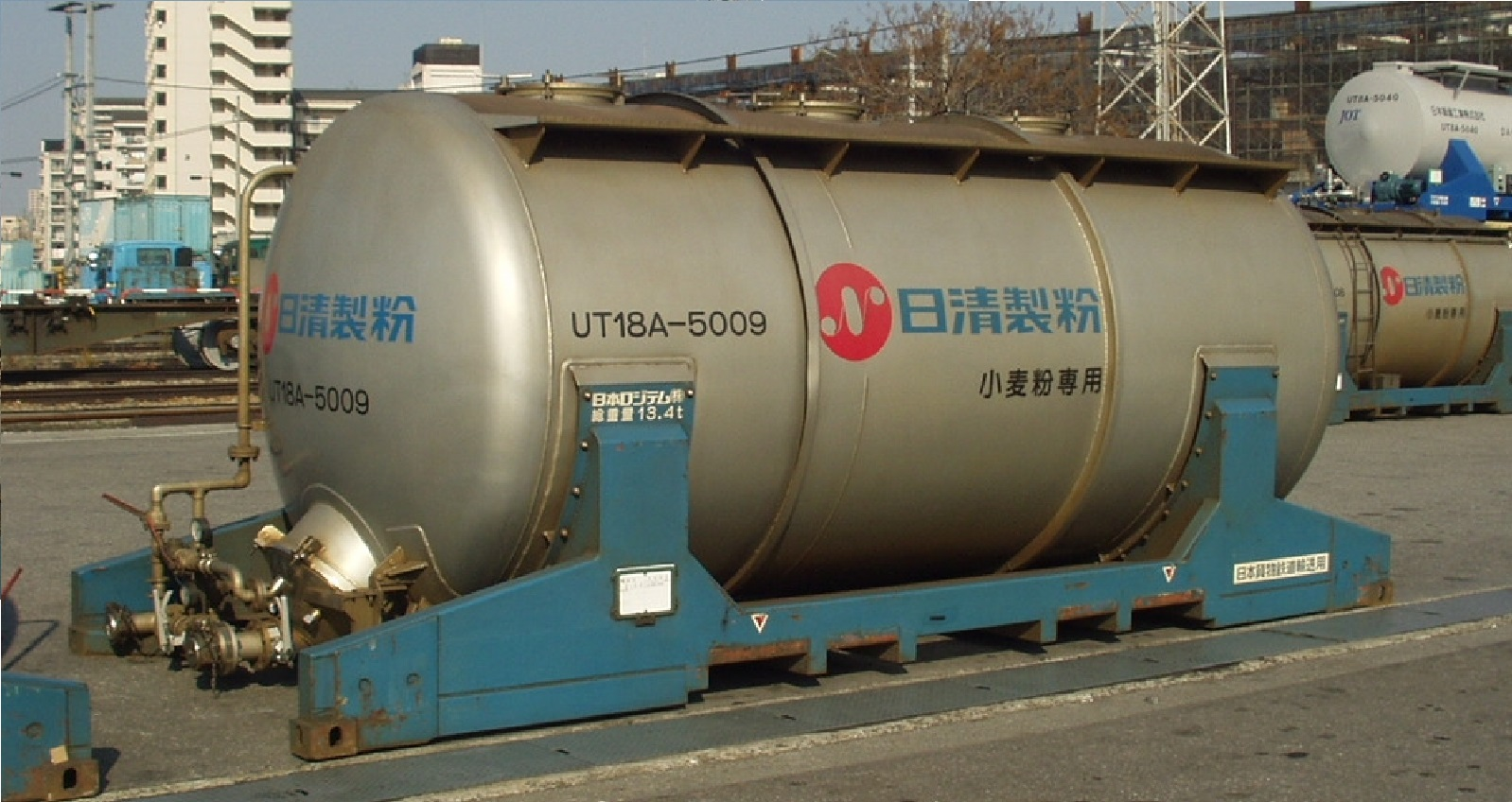
UT18A-5009。日本ロジテム（日清製粉）所有。東京／隅田川駅にて、2003年12月31日撮影。
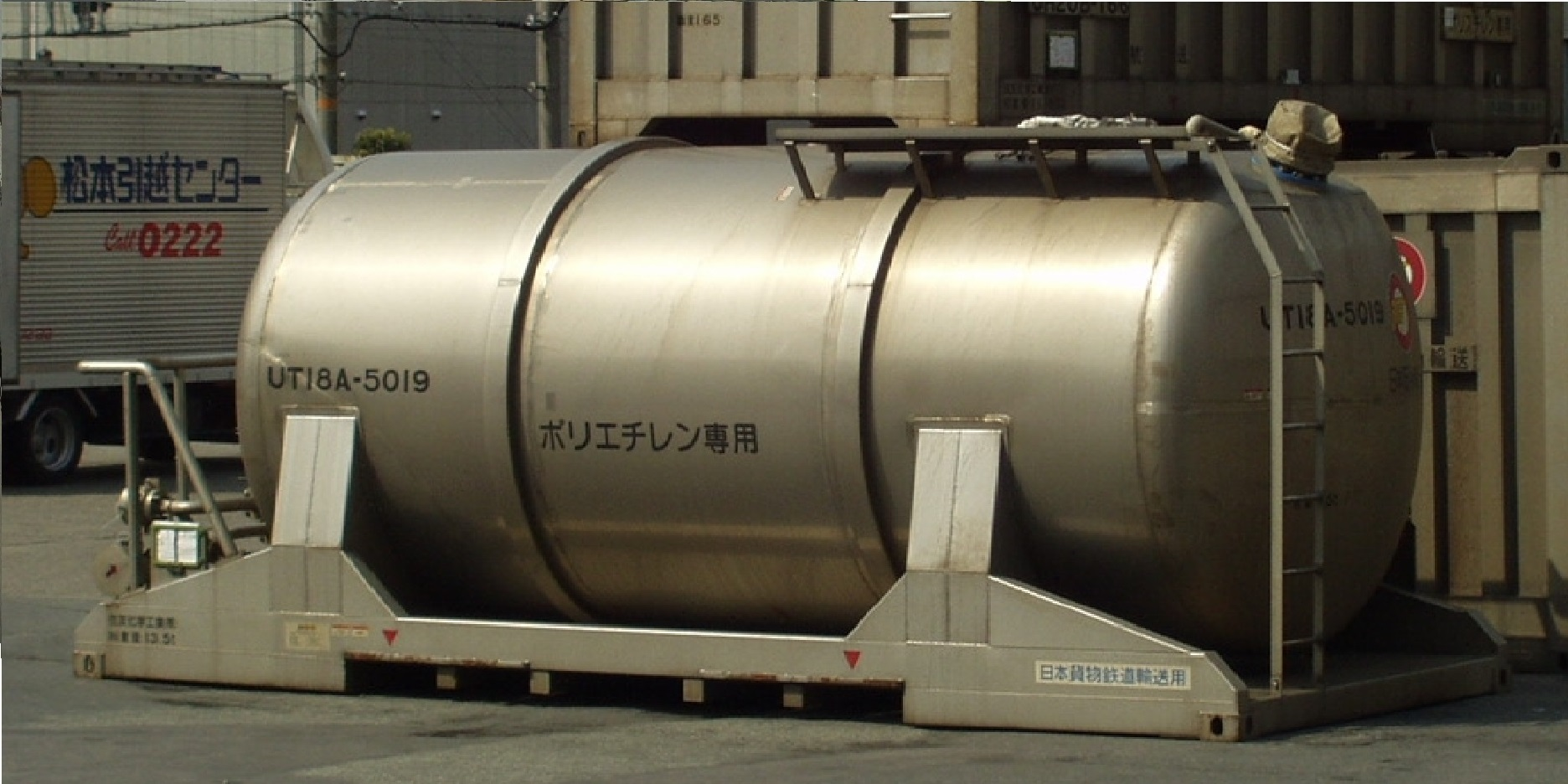
UT18A-5019。日本石油輸送（住友化学）所有。大阪／元、梅田貨物駅にて、2003年4月7日撮影。
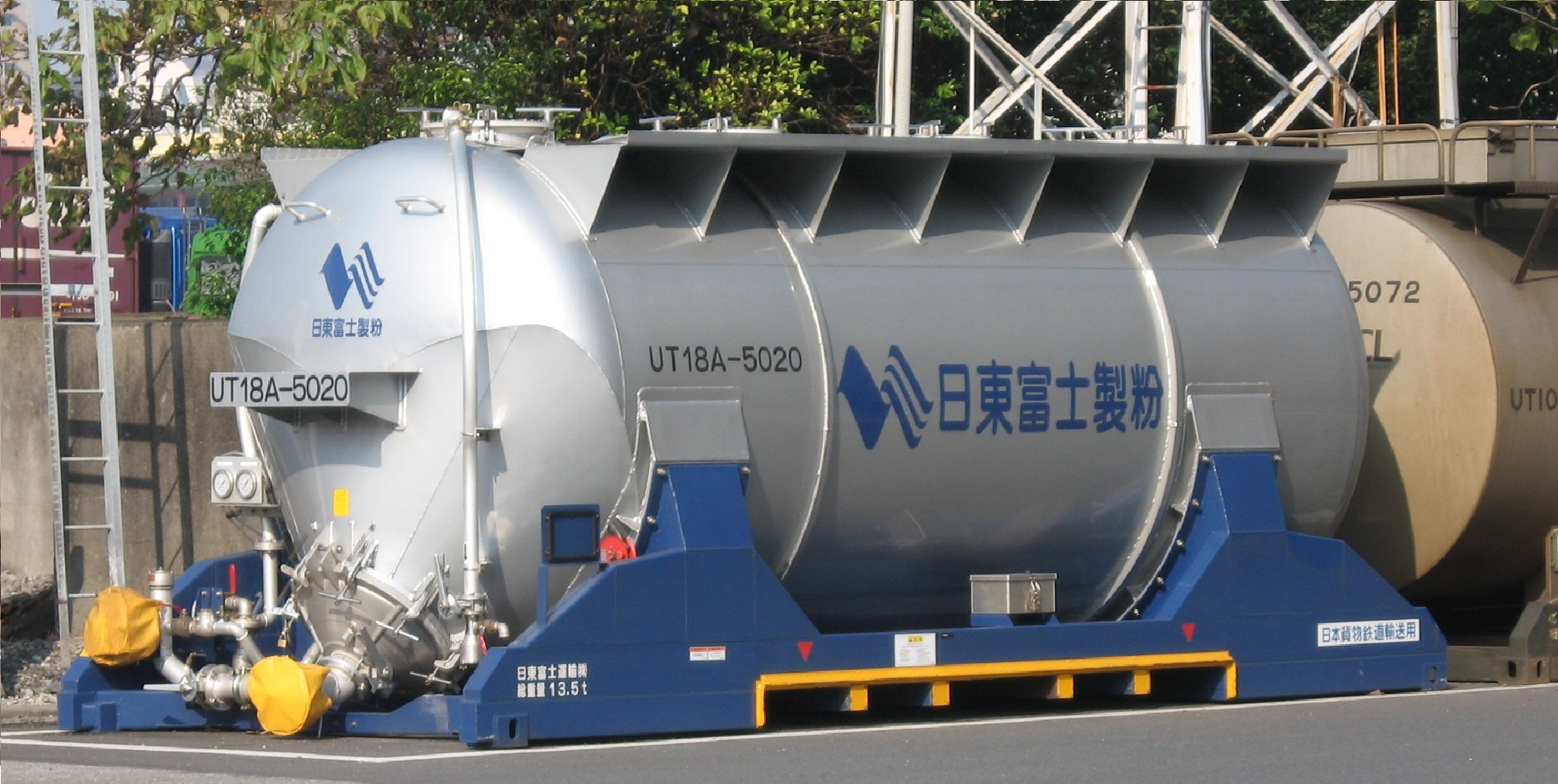
UT18A-5020。日東富士製粉所有。東京／隅田川駅にて、2009年11月18日撮影。

### 8000番台
8001 ・ 8002【2個】
芳賀通運所有。20 ftコンテナ。積載物品目は不明。総重量13.5 t。